# TOK
株式会社TOK（ティーオーケー、英：TOK, Inc.）は、東京都に本社を置く機構部品メーカー。旧社名はトックベアリング株式会社。
樹脂ベアリングをはじめ、ロータリーダンパー・ワンウェイクラッチ・トルクリミッターなどの製品を製造販売している。

## 製品
- 樹脂ベアリング[3]
- ロータリーダンパー[4]
- ワンウェイクラッチ[5]
- 逆入力遮断クラッチ
- トルクリミッター[6]
- 気象観測装置[7]

## 沿革
以下、会社概要を参考にした。
- 1925年4月 - 東京都墨田区で創業
- 1938年12月 - 板橋区小豆沢に「株式会社吉川製作所」創立
- 1946年1月 - 吉川産業株式会社に改称
- 1956年1月 - 自動車部品の開発を開始。1964年まで行う
- 1958年8月 - スチール事務機用部品の製造を開始
- 1965年10月 - 樹脂ベアリング開発・販売
- 1969年2月 - アメリカGB社と業務・技術提携調印
- 1972年6月 - 「トックベアリング株式会社」と社名を変更
- 1974年4月 - 中小企業合理化モデル工場に指定される
- 1986年4月 - 前身のトック精工株式会社を吸収合併し、トックベアリング山梨工場として稼働開始
- 1990年1月 - 中小企業研究センター賞全国表彰受賞
- 1990年2月 - ワンウェイクラッチ第15回発明大賞受賞
- 1991年11月 - 東京都商工会議所環境貢献企業奨励賞受賞
- 1995年7月 - 大阪営業所設立
- 1996年9月 - 名古屋営業所設立
- 1999年10月 - ISO9001:1994認証取得 (以降、ISO9001:2000、ISO9001:2008、ISO9001:2015へ更新)
- 2000年11月 - ISO14001:1996認証取得 (以降、ISO14001:2004、ISO14001:2015へ更新)
- 2001年10月 - 香港に拓基産業(香港)有限公司を設立
- 2001年12月 - 中国の深圳にてワンウェイクラッチ、ベアリングの生産委託を開始
- 2002年5月 - 天皇が東京工場を視察行幸
- 2003年9月 - 中国上海にて上海拓闊精密緩沖軸承有限公司・工場稼働開始
- 2005年11月 - 山梨工場増築
- 2006年12月 - 安倍総理大臣(当時)東京工場視察
- 2008年6月 - 上海工場 ISO9001:2008、ISO14001:2004認証取得
- 2009年11月 - 板橋製品技術大賞・奨励賞受賞
- 2013年4月 - 深圳工場、現地法人化に伴い拓基精密部件(深圳)有限公司と社名変更
- 2014年2月 - ドイツデュッセルドルフに駐在員事務所設立
- 2016年1月 - TAMAブランド大賞受賞[9]
- 2016年2月 - いたばし働きがいのある会社賞受賞
- 2016年2月 - 北米にTOK America設立
- 2016年4月 - 中小企業優秀新技術・新製品賞受賞
- 2016年11月 - 関東地方発明表彰・東京都知事賞受賞
- 2017年4月 - 「株式会社TOK」と社名を変更
- 2017年10月 - 『時差Biz』推進賞・ワークスタイル部門受賞[10]
- 2017年11月 - 板橋製品技術大賞・審査委員賞受賞[11]
- 2017年12月 - 経済産業省『地域未来牽引企業』に選定
- 2018年2月 - 山梨工場新棟増設
- 2018年3月 - 東京本社移転
- 2018年11月 - いたばし good balance 会社賞受賞[12]
- 2019年10月 - SRXシリーズが2019年度グッドデザイン賞受賞[13]
- 2019年10月 - トルク可変式回転制動装置が関東経済産業局長賞受賞[14]
- 2020年4月 - SRXシリーズが2020年度Red Dot Design Award受賞[15]
- 2020年10月 - 山梨工場にオープンクリーンシステム導入
- 2020年12月 - SRX IAUD国際デザイン賞 銅賞 受賞[16]
- 2021年3月 - 健康経営優良法人2021中小規模法人部門ブライト500認定[17]
- 2021年3月 - 福利厚生表彰・認証制度「ハタラクエール2021」福利厚生推進法人に認証[18]
- 2021年10月 - ロータリーダンパ TD73 地方発明表彰・発明奨励賞受賞
- 2022年3月 - ロータリーダンパTD116発明大賞東京都知事賞受賞[19]
- 2023年4月 - 経済産業大臣表彰　知的財産制度活用優良企業等（特許）を受賞[20]
- 2023年6月 - TOK Europe GmbHを設立

## 事業所所在地
- 本社 - 〒174-8501 東京都板橋区小豆沢1-17-12
  - 大阪営業所・名古屋営業所 - ホームオフィスの為、事業所なし
  - 香港営業所 - Rm.1711,17/F Landmark North, 39 Lung Sum Avenue, Sheung Shui, N.T., Hong Kong, China
- TOK Europe GmbH - Oststr. 54, 40211 Düsseldorf Germany
- TOK America, Inc. - 15707 Rockfield Blvd. Suite 240 Irvine, CA 92618 USA
- 山梨工場 - 〒400-0105 山梨県甲斐市下今井字下河原809
- 上海工場 - Bldg2, 3 Yanghebang Road, Jiuting Town, Songjiang District, Shanghai, China 201615
- 深圳工場 - 1-1 1-5 Yanbao Street, Zhongxin Village, Pingdi Town, Long gang District, Shenzhen